# اسوتلانا ناگیکینا
اسوتلانا ناگیکینا (روسی: Светла́на Вячесла́вовна Наге́йкина؛ زادهٔ ۲ فوریهٔ ۱۹۶۵) اسکی‌باز صحرانوردی اهل اتحاد جماهیر شوروی سوسیالیستی بود که در سطح بین‌المللی بین سال‌های ۱۹۸۶ تا ۲۰۰۷ (با وقفه‌هایی) فعالیت داشت.

### دوران ورزشی
ناگیکینا در سال ۱۹۸۶ وارد رقابت‌های بین‌المللی شد و در مجموع در ۲۰ فصل از جام جهانی اسکی صحرانوردی شرکت کرد. وی نمایندهٔ باشگاه ورزشی اسپارتاک بود و در طول دوران حرفه‌ای خود، هم در رقابت‌های انفرادی و هم در تیمی موفقیت‌هایی کسب کرد.

### افتخارات

#### بازی‌های المپیک
- مدال طلا در المپیک زمستانی ۱۹۸۸ (کلگری) در مادهٔ تیمی ۴×۵ کیلومتر، همراه با تیم اتحاد شوروی

#### جام جهانی اسکی صحرانوردی (FIS)
- ۱ پیروزی انفرادی در جام جهانی
- ۱۸ سکو (Podium) در رقابت‌های تیمی و انفرادی
- ردهٔ چهارم کلی در فصل ۱۹۹۰

#### رقابت‌های کلاسیک و ماراتن اسکی
- قهرمان مسابقه واسالوپت (Vasaloppet) در سوئد، یکی از معتبرترین ماراتن‌های اسکی صحرانوردی:
  - سال ۲۰۰۰
  - سال ۲۰۰۲

#### رقابت‌های داخلی شوروی و روسیه
- قهرمان شوروی در مسابقهٔ تیمی (۱۹۸۷)
- قهرمان چندبارهٔ روسیه در مواد مختلف از جمله ۵ کیلومتر، ۳۰ کیلومتر و رقابت‌های تیمی

### عملکرد در المپیک
| سال  | مکان برگزاری        | نتیجهٔ شاخص                                        |
| ---- | ------------------- | ------------------------------------------------- |
| 1988 | کلگری، کانادا       | مدال طلا در تیمی ۴×۵ کیلومتر                      |
| 1994 | لیلهامر، نروژ       | حضور در چند ماده، بدون مدال                       |
| 1998 | ناگانو، ژاپن        | رقابت در ماده‌های انفرادی                          |
| 2002 | سالت‌لیک‌سیتی، آمریکا | جایگاه پنجم در ۱۵ کیلومتر و چهاردهم در ۱۰ کیلومتر |